# Marcos Roberto Silveira Reis
Marcos Roberto Silveira Reis, noto come Marcos (Oriente, 4 agosto 1973), è un ex calciatore brasiliano, di ruolo portiere. Campione del Mondo con la nazionale brasiliana nel 2002.

## Carriera

### Club
Marcos giocò dal 1992 nel Palmeiras, unico club in cui ha militato in tutta la sua carriera, diventandone portiere titolare nel 1999, in seguito ad un infortunio subito da Velloso. Grazie anche alle sue prestazioni nella Coppa Libertadores del 1999 (in particolare nella sfida ai calci di rigore nei quarti di finale contro il Corinthians), contribuì alla vittoria finale del torneo da parte del Palmeiras. Nel 2002, dopo il trionfo ai Mondiali, ricevette un'offerta di ingaggio - mai portata a termine - da parte dell'Arsenal. Sempre nello stesso anno subì il primo di una serie di infortuni, che minacciarono il prosieguo della sua carriera calcistica. Nel 2003 aiutò il Palmeiras, retrocesso nel Campeonato Brasileiro Série B, a vincere il campionato e a riportarlo in massima serie. Il 4 gennaio 2012 si è ritirato dal calcio giocato dopo 20 anni di carriera agonistica.

### Nazionale
Marcos ha militato dal 1996 al 2006 nella nazionale di calcio del Brasile, debuttando il 13 novembre 1999 in un'amichevole contro la Spagna e disputando la sua ultima partita nel 2005 nella partita di Confederations Cup contro il Giappone, terminata 2-2. Con il Brasile ha vinto la Copa América nel 1999, il campionato del mondo 2002 svoltosi in Corea del Sud e Giappone (giocando da titolare) e la Confederations Cup nel 2005. Il 6 ottobre 2006 Marcos ha annunciato ufficialmente il suo ritiro dalla nazionale brasiliana.

## Palmarès

### Club

#### Competizioni statali
- Campionato paulista: 4

Palmeiras: 1993, 1994, 1996, 2008
- Torneo Rio-San Paolo: 2

Palmeiras: 1993, 2000
- Copa dos Campeões: 1

Palmeiras: 2000

#### Competizioni nazionali
- Campionato brasiliano: 2

Palmeiras: 1993, 1994
- Coppa del Brasile: 1

Palmeiras: 1998
- Campeonato Brasileiro Série B: 1

Palmeiras: 2003

#### Competizioni internazionali
- Coppa Mercosur: 1

Palmeiras: 1998
- Coppa Libertadores: 1

Palmeiras: 1999

### Nazionale
- Campionato sudamericano Under-20: 1

Colombia 1992
- Coppa America: 1

Paraguay 1999
- Campionato mondiale: 1

Corea del Sud-Giappone 2002
- Confederations Cup: 1

Germania 2005